# Забрускова, Валерия Валерьевна
Валерия Валерьевна Забрускова (род. 29 июля 1975, Потсдам), в девичестве Антонова — российская легкоатлетка, специалистка по метанию копья. Выступала за сборную России по лёгкой атлетике в 2000-х годах, многократная победительница и призёрка первенств национального значения, участница летних Олимпийских игр в Афинах. Представляла Ростовскую область, Ставропольский край и Татарстан. Мастер спорта России международного класса.

## Биография
Валерия Антонова родилась 29 июля 1975 года в городе Потсдам, ГДР.
Начала заниматься лёгкой атлетикой под руководством тренера А. С. Шувалова, позже была подопечной И. В. Громова. Окончила Великолукский государственный институт физической культуры.
Впервые заявила о себе в метании копья на взрослом всероссийском уровне в сезоне 1997 года, выиграв бронзовую медаль на чемпионате России в Туле.
В 1999 году уже под фамилией Забрускова стала серебряной призёркой на чемпионате России в Туле.
В 2002 году одержала победу на зимнем чемпионате России по длинным метаниям в Адлере. Попав в состав российской национальной сборной, побывала на Европейском вызове по зимним метаниям в Пуле — стала серебряной призёркой в личном зачёте и помогла своим соотечественницам выиграть командный зачёт.
На чемпионате России 2003 года в Туле была второй после Татьяны Шиколенко из Краснодарского края, тогда как на последовавшем чемпионате мира в Париже с результатом 59,51 метра заняла девятое место.
В 2004 году была лучшей на зимнем чемпионате России по длинным метаниям в Адлере, на Европейском вызове по зимним метаниям в Марсе, на летнем чемпионате России в Туле, стала третьей на Кубке Европы в Быдгоще. Благодаря череде удачных выступлений удостоилась права защищать честь страны на Олимпийских играх в Афинах — показала здесь результат 57,53 метра, не сумев преодолеть предварительный квалификационный этап.
В 2009 году стала серебряной призёркой на зимнем чемпионате России по длинным метаниям в Адлере (позже в связи с дисквалификацией Марии Абакумовой переместилась в итоговом протоколе на первую позицию), победила на летнем чемпионате России в Чебоксарах. Принимала участие в чемпионате мира в Берлине, где с результатом 52,87 метра в финал не вышла.
В 2010 году заняла четвёртое место на зимнем чемпионате России по длинным метаниям в Адлере (после дисквалификации Абакумовой стала третьей).
За выдающиеся спортивные результаты удостоена почётного звания «Мастер спорта России международного класса».